# 乔治·奥托·盖
乔治·奥托·盖（英語：George Otto Gey，1899年7月6日—1970年11月8日）是一名在约翰斯·霍普金斯医院工作的细胞生物学家，他因传播海拉细胞系而出名。 他花了超过35年的时间在约翰霍普金斯医学院和医院的领导下取得了许多重大的科学突破。